# Egon Schweidler
Egon von Schweidler, född 1873, död 1948, var en österrikisk fysiker. Han behandlade främst elektricitet, atomfysik och radioaktivitet. Han var professor vid Wiens universitet.